# Sinterklaasjournaal (2015)
Het Sinterklaasjournaal in 2015 was het vijftiende seizoen van het Sinterklaasjournaal en werd gepresenteerd door Dieuwertje Blok. De intocht vond plaats in Meppel.

## Verhaallijn
Sinterklaas voer met zijn stoomboot naar Meppel, maar op zijn zeereis naar deze Drentse stad kwam hij in een dikke mist terecht. Om Sinterklaas de weg te wijzen, wilden twee mensen in Meppel van de kerktoren een vuurtoren maken door er een vuur in te stoken. De mist verdween echter vanzelf en de Sint kwam op tijd aan. Het vuur werd echter toch aangestoken. Toen de Huispiet de brandende kerktoren ontdekte, ging hij onmiddellijk tot actie over en bluste het vuur. Als beloning kreeg hij hiervoor een steen uit een hunebed.
Deze steen beschikte over magische krachten waarmee deuren geopend konden worden en eenzelfde steen zat ook in de ring van Sinterklaas verwerkt, waardoor hier ook deuren mee geopend konden worden. Sinterklaas was deze ring echter kwijt en daarom nam de Huispiet zijn taak waar met zijn steen. Ook de andere Pieten kregen een eigen steen van Meppel, waardoor ze niet meer door de schoorsteen zouden hoeven en Sinterklaas thuis kon blijven. De Pieten raakten deze echter allemaal kwijt. De kijkers gingen op zoek naar deze hunebedstenen en legden deze voor de deur neer om weer op te halen. De stenen werden bewaard in een grote pot in de Pakjeskamer, maar toen op een gegeven moment alle stenen terug waren, viel de deur in het slot met de sleutels (en alle stenen) nog binnen, waardoor niemand er meer naar binnen kon.
Ondertussen was er ook een Piet die alsmaar moest huilen. Deze Rommelpiet was zijn knuffel kwijt, waardoor hij niet kon slapen. Daarom stopten de kijkers hun knuffels in hun schoen om te lenen. Dit werkte goed, maar ze moesten ook weer terug naar de kinderen en ondertussen had de Rommelpiet nog steeds zijn eigen knuffel niet terug. Wel vond hij de ring van Sinterklaas terug in de stofzuigerzak, waardoor de deur van de pakjeskamer weer open kon. Sinterklaas nam de hunebedstenen mee naar Goudsmit Lex om er een ring van te laten maken, zodat de Pieten de steen nooit meer zouden kwijtraken en niet meer door de schoorsteen zouden hoeven. Door de zoektocht naar de stenen vond echter niemand de knuffel van de Rommelpiet; die bleek uiteindelijk in de schoorsteen van het Pietenhuis achtergebleven te zijn. Met geen vuiltje meer aan de lucht barstte het sinterklaasfeest los.

## Rolverdeling
| Rol                                               | Naam                     |
| ------------------------------------------------- | ------------------------ |
| Presentatrice                                     | Dieuwertje Blok          |
| Verslaggever                                      | Jeroen Kramer            |
| Verslaggeefster                                   | Dolores Leeuwin          |
| Voice-over                                        | Kees Driehuis            |
| Sinterklaas                                       | Stefan de Walle          |
| Hoofdpiet                                         | Erik van Muiswinkel      |
| Huispiet                                          | Maarten Wansink          |
| Wellespiet                                        | Dick van den Toorn       |
| Boekpiet                                          | Marc Nochem              |
| Reservepiet                                       | Pim Muda                 |
| Stafpiet                                          | Martijn Hillenius        |
| Vergeetpiet                                       | John Jones               |
| Rommelpiet                                        | Sarah Bannier            |
| Pietje Precies                                    | Bob Fosko                |
| Pietje Paniek                                     | Jochem Myjer             |
| Cupido Piet                                       | Joost Spijkers           |
| Cupido Piet                                       | Friso van Vemde Oudejans |
| Luisterpiet                                       | Joep Onderdelinden       |
| Opa Piet                                          | Peter Faber              |
| Piet                                              | Abel Nienhuis            |
| Gastrollen                                        |                          |
| Drentenierder                                     | Harmen Siezen            |
| Annelotte Kort-van Memorie                        | Beppie Melissen          |
| Hans Tip                                          | Mattie Valk              |
| Frans Top                                         | Wietze de Jager          |
| Goudsmit Lex                                      | Guus Dam                 |
| Mannen die de kerktoren in brand willen steken    | Joep van Deudekom        |
| Mannen die de kerktoren in brand willen steken    | Rob Urgert               |
| Fietsenmaker Bergman                              | Jannes                   |
| Mevrouw Boskoop                                   | Simone Kleinsma          |
| Bert Brokkenmaker                                 | Jan Krol                 |
| Bruno Brokkenmaker                                | Arthur Geesing           |
| Directrice basisschool Het Sloddervosje           | Isa Hoes                 |
| Juf die Rommelpiet oproept                        | Dunya Khayame            |
| Zichzelf aan telefoon                             | Edwin Rutten             |
| Bakker bij wie de Rommelpiet langs is geweest     | Menno de Koning          |
| Leidster peuterspeelzaal Het Aapje                | Britt Dekker             |
| Eigenaren boekwinkel De Kaft                      | Bart Chabot              |
| Eigenaren boekwinkel De Kaft                      | Ronald Giphart           |
| Schoonmaakster boekwinkel De Kaft                 | Heleen van Rooyen        |
| Moeder van kinderen die een steen hebben gevonden | Nienke Römer             |
| Man op fiets in het bos                           | René van Asten           |
| Moeder                                            | Susan Visser             |
| Vader                                             | Michiel Veenstra         |
| Moeder in schoenenwinkel                          | Kim van Kooten           |
| Schoenmaker                                       | Jacob Derwig             |
| Vrouw die 50 jaar getrouwd is                     | Jenny Arean              |
| Meester van stenen zoekende kinderen              | Willem Voogd             |